# Elijah Mwangale
Elijah Mwangale (ur. 1939, zm. 24 listopada 2004) – polityk i dyplomata kenijski.
Po raz pierwszy został wybrany do parlamentu w 1969. W latach 1983–1987 sprawował funkcję ministra spraw zagranicznych. W maju 2002 został mianowany szefem delegacji kenijskiej na rozmowy dotyczące pokoju w Somalii, kierował delegacją do stycznia 2003.
Zmarł nagle, po długiej chorobie serca.